# Baudouin (roi des Belges)
Pour les articles homonymes, voir Baudouin de Belgique (1869-1891) et Baudouin.
Baudouin (en néerlandais : Boudewijn ; en allemand : Balduin), né le 7 septembre 1930 au château du Stuyvenberg (Laeken, Bruxelles) et mort le 31 juillet 1993 à Motril (Grenade, Espagne), est le cinquième roi des Belges.
Il règne du 17 juillet 1951 jusqu’à sa mort. Deuxième enfant et premier fils de Léopold III et de la reine Astrid, il porte le titre de comte de Hainaut alors que son père est encore duc de Brabant puis devient duc de Brabant à l'avènement de Léopold III au trône de Belgique. Il est le frère aîné et prédécesseur du roi Albert II et le frère cadet de la grande-duchesse Joséphine-Charlotte de Luxembourg.
Son avènement au trône se produit dans une période de crise politique et son long règne est marqué par bien d’autres, dont l’une a été le résultat de l’expression publique de sa foi catholique. Son règne, de plus de 42 ans, est le deuxième plus long de la monarchie belge, après celui du roi Léopold II.

## Biographie

### Enfance et éducation

#### Naissance et famille
Petit-fils du très populaire « Roi Chevalier » Albert Ier et de la reine Élisabeth de Wittelsbach en Bavière, le prince Baudouin naît le 7 septembre 1930 au château du Stuyvenberg, près de Laeken, à Bruxelles, en Belgique. Il est le deuxième enfant et fils aîné du prince Léopold, duc de Brabant, et de sa première femme, Astrid de Suède.

#### Héritier du trône

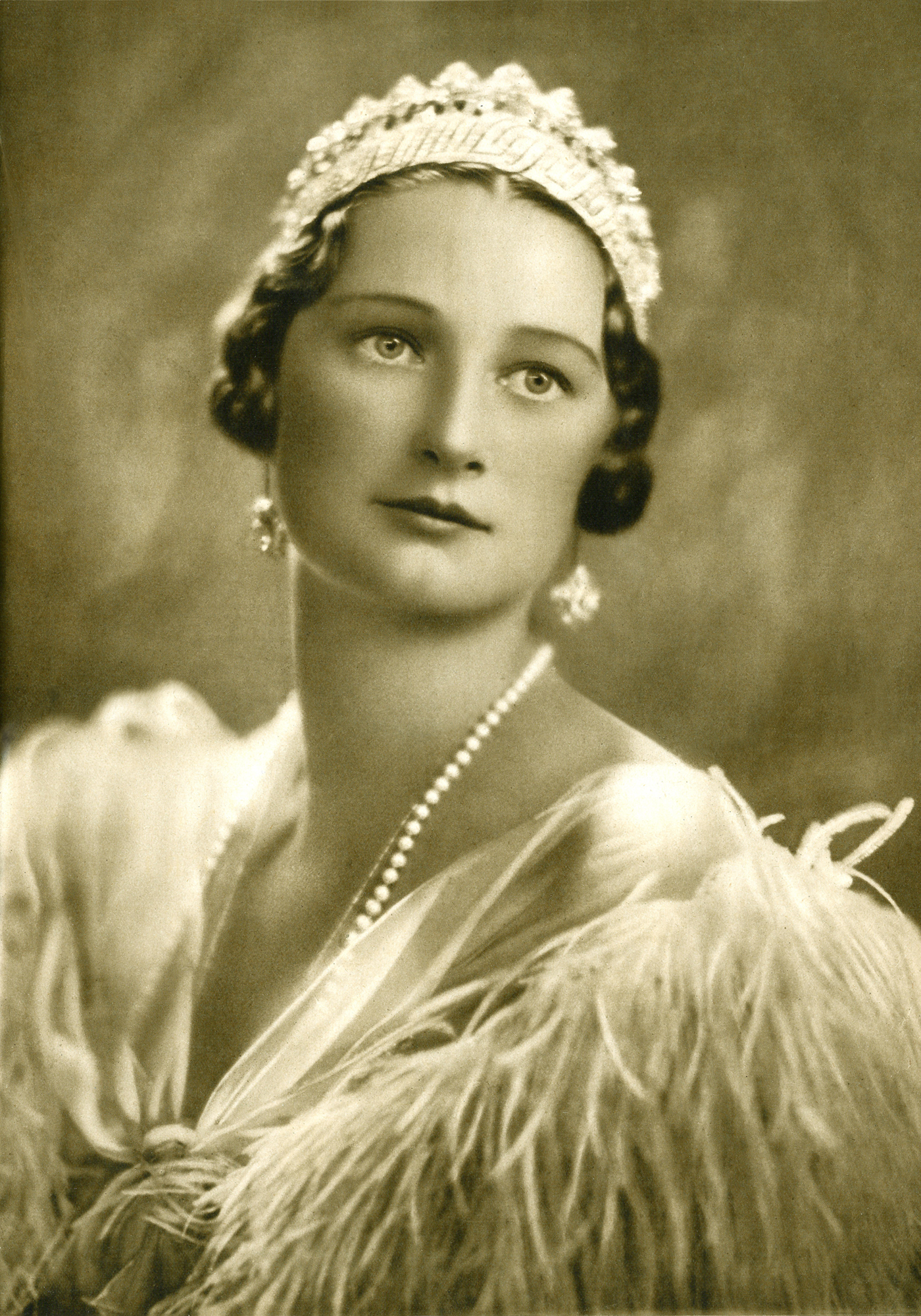
Portrait de la reine Astrid, mère de Baudouin.

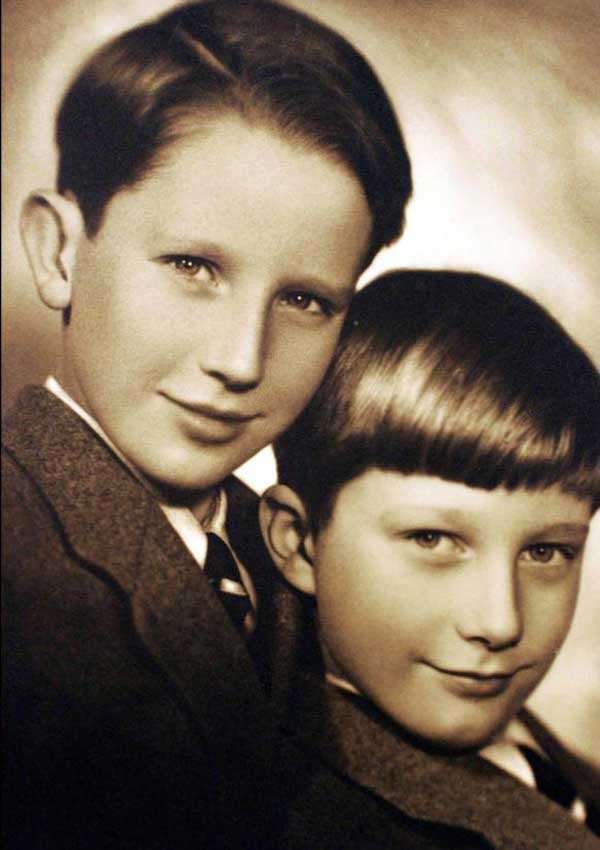
Baudouin et son frère cadet, Albert, en 1940.

Les premières années du futur roi sont marquées par la tragédie. En 1934, son grand-père, féru d'alpinisme, meurt tragiquement dans un accident d'escalade dans la vallée de la Meuse. Son père devient alors roi des Belges, sous le nom de Léopold III, et Baudouin, âgé de 3 ans, devient ainsi l'héritier de la couronne. À cette occasion, il reçoit le titre de duc de Brabant. L'année suivante, sa mère, la très populaire reine Astrid, meurt dans un accident de voiture. Ensuite, alors qu'il va avoir 10 ans, la Seconde Guerre mondiale éclate. Elle est vécue d'abord dans un bref exode. Celui-ci commence à La Panne et se poursuit en France, au château de Montal, puis, après la défaite française, en Espagne car le roi Léopold III a voulu le soustraire, avec son frère Albert et sa sœur Joséphine-Charlotte, à l'invasion allemande de la Belgique en les évacuant sous la houlette de personnes de confiance, mais sans Margaretha de Jong, surnommée Juffrouw (Mademoiselle), la gouvernante à laquelle Baudouin s’est particulièrement attaché.
Rapatriés à Bruxelles, les enfants royaux y passent quatre ans durant lesquels la deuxième épouse du roi, Lilian Baels, princesse de Réthy, s’occupe affectueusement d’eux et veille à leur ménager une vie plus conforme à celle des enfants de la bourgeoisie[réf. nécessaire] que celle que leurs père, grand-père et grands oncles avaient connue. Baudouin, qu’elle appelle familièrement Baud, étudie soit au château de Laeken, soit au château de Ciergnon. Il est scolarisé au bord du Lac Léman à l'Institut Le Rosey à Rolle en (Suisse). Son éducation à cette période est supervisée par le père dominicain Antoine Braun qui deviendra ultérieurement son aumônier.
Juste après le débarquement, la famille royale, qui s’est agrandie avec la naissance d’Alexandre de Belgique, est emmenée par les nazis en Allemagne dans la forteresse de Hirschstein, puis en Autriche, à Strobl, où elle est libérée le 7 mai 1945 par les troupes américaines.
Commence alors la « question royale ». Confrontée à l'impopularité du roi Léopold III, la famille royale ne rentre pas en Belgique mais s'installe en Suisse (au château du Reposoir, à Pregny), jusqu'en juillet 1950, attendant que le peuple belge débatte sur l'attitude du roi face à l'Allemagne nazie : le roi Léopold devait-il quitter la Belgique après la défaite du 28 mai 1940 ou a-t-il eu raison de rester au pays au nom de son statut monarchique pour s'y dresser comme un rempart contre l'éventuelle division du pays que les Allemands pouvaient sans doute vouloir comme ils l'avaient fait en 1914-1918. Baudouin fréquente le Collège de Genève (aujourd'hui connu sous le nom de Collège Calvin) ; il accompagne son père et sa belle-mère dans un grand voyage aux États-Unis en 1948.

### Roi des Belges

#### La Question royale et l'accession au trône

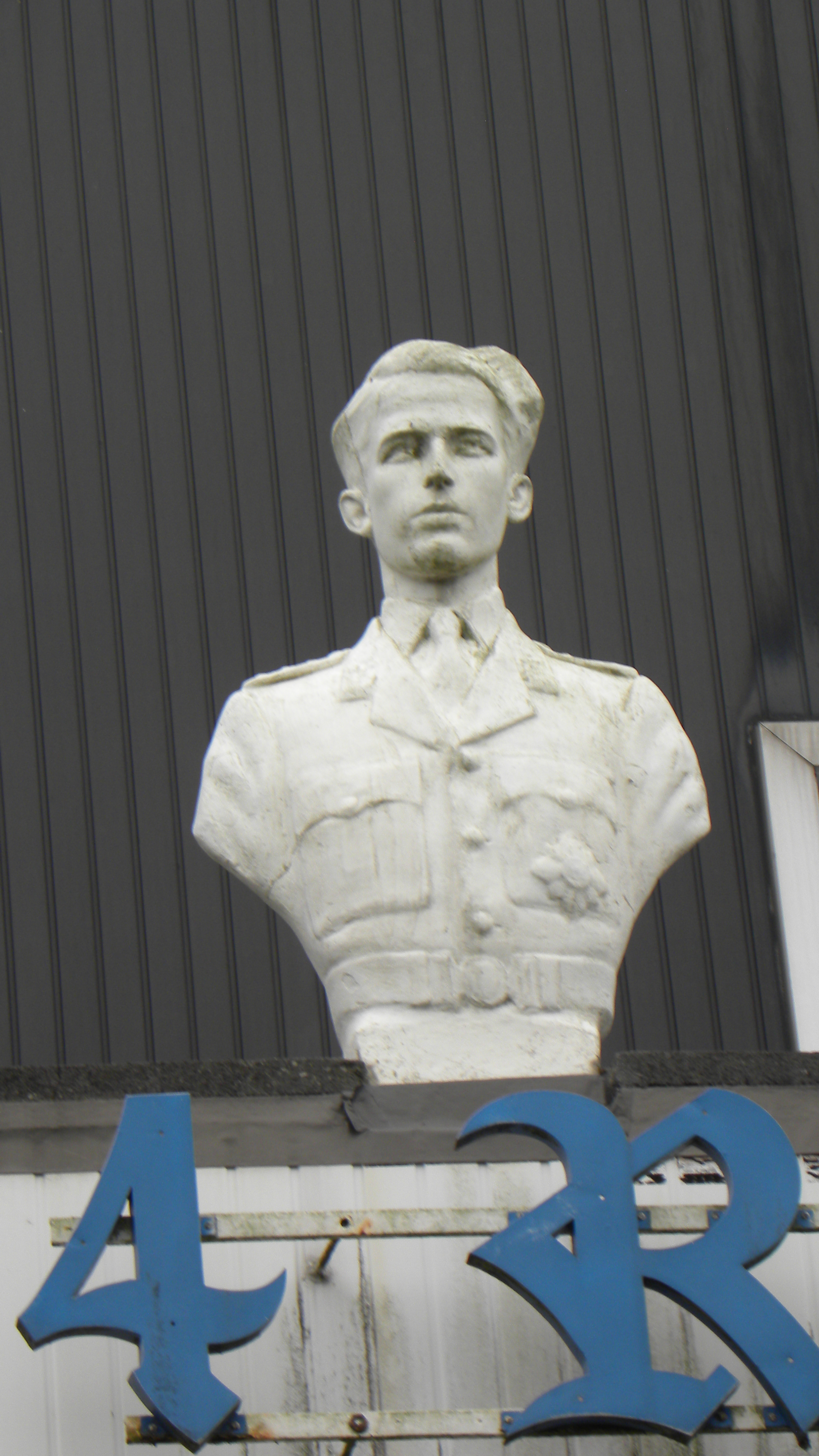
Un buste du jeune roi Baudouin.

En attendant la fin des débats, le prince Charles-Théodore, frère de Léopold III, est nommé Régent du royaume.
En 1950, la consultation populaire donne des résultats fort différents en Flandre et en Wallonie ou, plus exactement, entre les arrondissements électoraux urbains ou ruraux. Devant la violence opposant « léopoldistes » et « anti-léopoldistes » et à la suite de la fusillade de Grâce-Berleur, le roi, rentré au pays avec ses deux fils aînés, fait nommer Baudouin, le 11 août 1950, « Prince royal », ce qui correspond à une délégation de pouvoirs. En effet, une régence et le titre de régent étaient impossibles puisque la loi sur la fin de l'impossibilité de régner du roi Léopold III avait été votée par les Chambres.
Le prince prête serment de respecter la Constitution et les lois du peuple belge devant les Chambres réunies. C’est lors de cette cérémonie que fuse le cri « Vive la République ! » attribué à Julien Lahaut qui est assassiné sept jours plus tard.
À la suite de l'abdication de son père le 16 juillet 1951, Baudouin, selon la Constitution majeure, accède au trône et devient le cinquième roi des Belges, le 17 juillet 1951, au moment où la deuxième guerre scolaire fait rage. De son accession au trône à son mariage 10 ans plus tard, le jeune roi subit la forte influence politique de son père et de sa belle-mère, allant jusqu’à refuser de serrer la main de ceux qui, comme Hubert Pierlot, s’étaient opposés à Léopold III pendant la guerre,. La naissance de Marie-Christine en 1951 et Maria-Esméralda en 1956 étend la fratrie de Baudouin. Son frère Albert se marie avec Paola Ruffo di Calabria en 1959 et ils ont leur premier enfant en avril 1960.
Au cours de cette période, le roi Baudouin apparaît en public comme un jeune homme réservé, triste et solitaire, sans aventure amoureuse connue ; la rumeur lui attribue l’intention d’entrer dans les ordres. Au fil des années, le célibat d’un roi qui vit toujours au domicile paternel devient une affaire d’État. Le cardinal Suenens a raconté que Baudouin en parla avec une religieuse irlandaise, Veronica O’Brien, et que celle-ci, se mettant en recherche d’une possible épouse, trouva une aristocrate espagnole qui accepta de rencontrer le roi. Les rencontres sont tenues secrètes, ce qui explique l’étonnement des Belges lorsqu’ils apprennent par la voix du Premier ministre Gaston Eyskens, en 161 mots prononcés à la radio le 16 septembre 1960 à 12 h 20 et suivi d’un extrait de La Brabançonne, les fiançailles de Baudouin. Les premières photos du couple, lors de la présentation de la jeune femme au château de Ciergnon, montrent des fiancés manifestement amoureux et complices.

#### Mariage

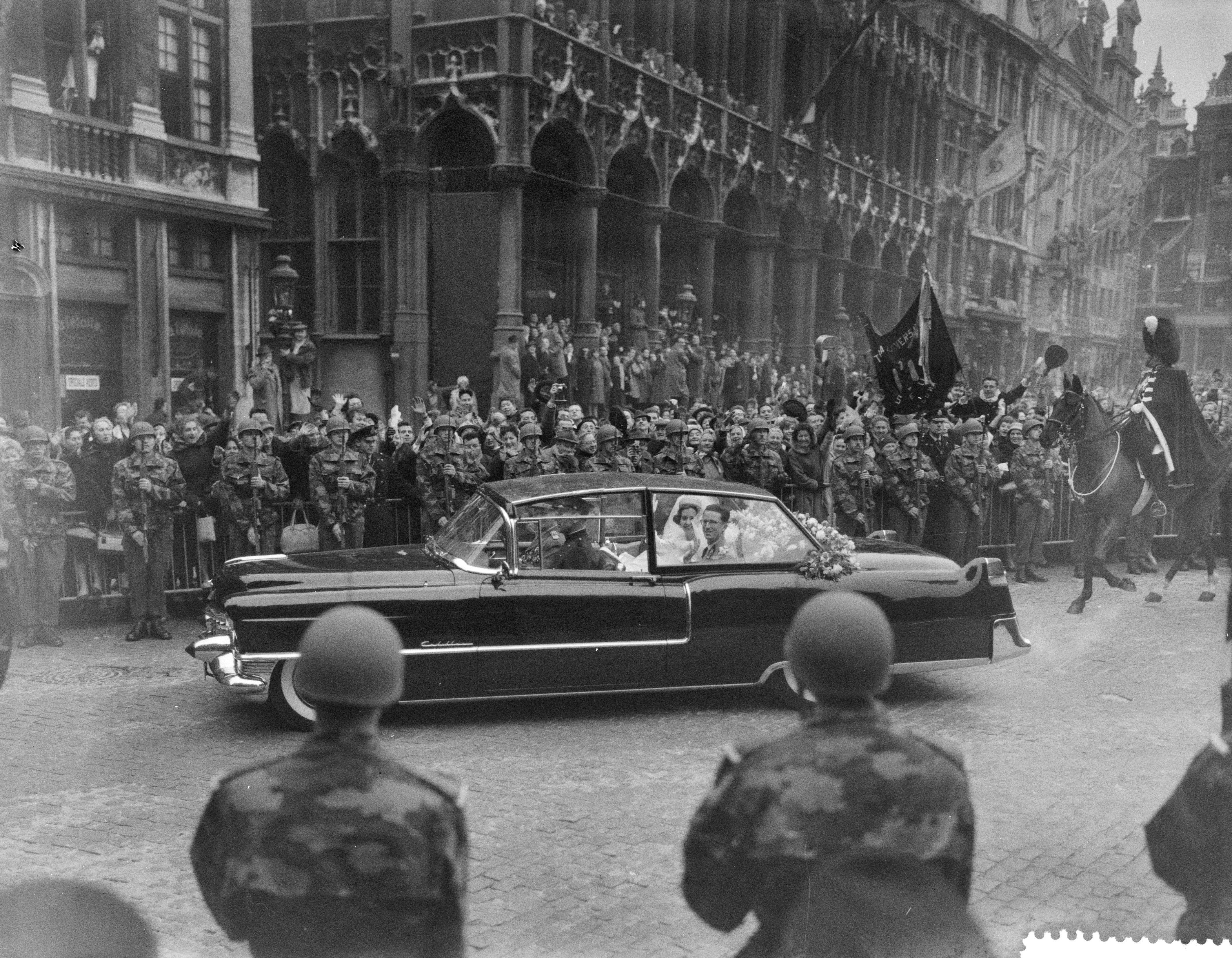
Promenade dans Bruxelles après le mariage royal.

Le 15 décembre 1960, Baudouin épouse doña Fabiola de Mora y Aragón, troisième fille de don Gonzalo de Mora y Fernández (1887-1957), comte de Mora, marquis de Casa Riera, et de doña Blanca de Aragón y Carrillo de Albornoz (1892-1981), des marquis de Casa Torres, qui devient dès lors la reine Fabiola. Le mariage civil est célébré au palais de Bruxelles et le mariage religieux en la cathédrale Saints-Michel-et-Gudule à Bruxelles et est retransmis à la télévision, une première pour un mariage royal en Belgique.
Léopold et Lilian s’installent en janvier 1961 au château d'Argenteuil avec leurs enfants et la famille royale se divise ; Fabiola et sa belle-mère s’entendant mal, Baudouin et son père se brouillent pour des histoires de meubles emportés ou non de Laeken à Argenteuil.
Un an après son mariage, Baudouin choisit de s’éloigner ; il ne rencontrera plus son père ni sa belle-mère qu’en de rares occasions, notamment après le décès de sa grand-mère la reine Élisabeth en 1965.

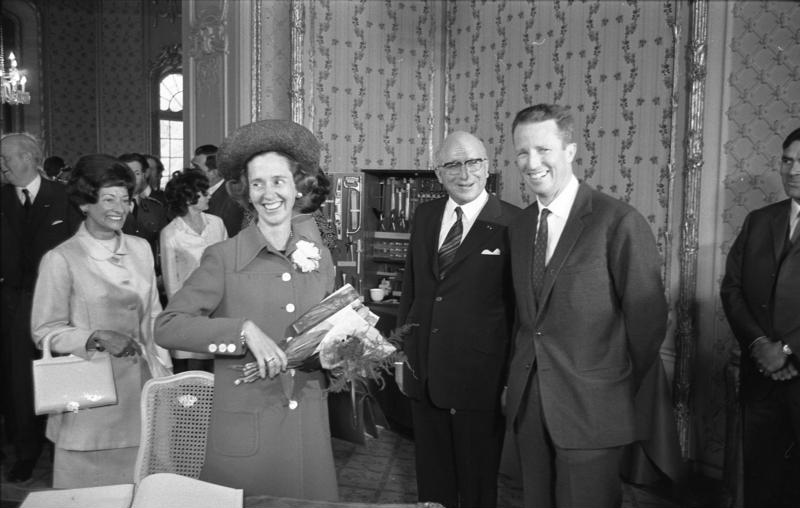
La reine accompagnant le roi lors d’un voyage en Allemagne, 1971.

#### Dernières années
En juin 1961, l'annonce que Baudouin et Fabiola attendent un enfant est faite à la presse, lors d'un voyage du couple à Rome, par le pape Jean XXIII — ce qui soulève une polémique dans les journaux belges de gauche ; trois semaines plus tard, il est annoncé par la cour que l'heureux événement ne se produira pas. En février 1962, la reine est à nouveau enceinte mais accouche d'un enfant mort-né. Une intervention chirurgicale et deux autres fausses couches ne laissent plus d'espoir de voir naître un héritier. Aucun héritier ne naît donc de cette union.
Le roi Baudouin investit alors beaucoup dans la formation de son neveu, le prince Philippe, qu’il considère comme son successeur, bien que l’héritier normal du trône soit le prince Albert, son frère.
Du reste, la famille royale est officiellement réduite aux descendants de Léopold III et de la reine Astrid. Ceux issus du second mariage du défunt roi avec Lilian Baels (y compris cette dernière) en sont écartés puisque l’arrêté royal du 2 décembre 1991 dispose que « les Princes et Princesses issus de la descendance en ligne directe de S.A.R. le Prince Albert de Belgique seront qualifiés « Princes et Princesses de Belgique » dans les actes publics et privés qui les concernent ».

#### Maladie et mort
En 1991, les médecins affirment que Baudouin souffre de la maladie de Barlow, « avec présence de calcifications à la valve mitrale » et le roi se fait opérer à cœur ouvert à l’hôpital Broussais à Paris.
Deux ans plus tard, le 31 juillet 1993, le roi meurt d'un arrêt cardiaque lors de vacances dans sa villa de Motril, en Espagne, à l'âge de 62 ans. Le soir même, la princesse Lilian est avertie téléphoniquement de la mort de Baudouin par son beau-fils Albert. Lilian, vu l’éloignement qui existe depuis de longues années entre elle et le roi, persuadée que sa présence, comme son absence, aux funérailles serait critiquée, décide de ne pas assister à la cérémonie mais de se faire représenter par le prince Alexandre et la princesse Marie-Esméralda.
L'annonce publique de la mort de Baudouin provoque une vague d'émotion populaire en Belgique. Dès le jour de sa mort, des dizaines de milliers de Belges se rassemblent devant le palais royal pour déposer des fleurs et des bougies et rendre hommage au roi défunt.
La dépouille du roi est ramenée par avion à la base aérienne de Melsbroek dans la nuit du 1er au 2 août puis transférée au château de Laeken puis, avec un arrêt à la colonne du Congrès devant la tombe du Soldat inconnu, jusqu’au palais royal de Bruxelles où les autorités puis la population peuvent lui rendre hommage, plusieurs jours durant. L’émotion est grande et les gens campent jour et nuit, les files d’attente pouvant durer 10 heures. En raison des fortes chaleurs, les services de secours doivent intervenir à de nombreuses reprises. Au total, 500 000 Belges sont allés se recueillir au palais royal.

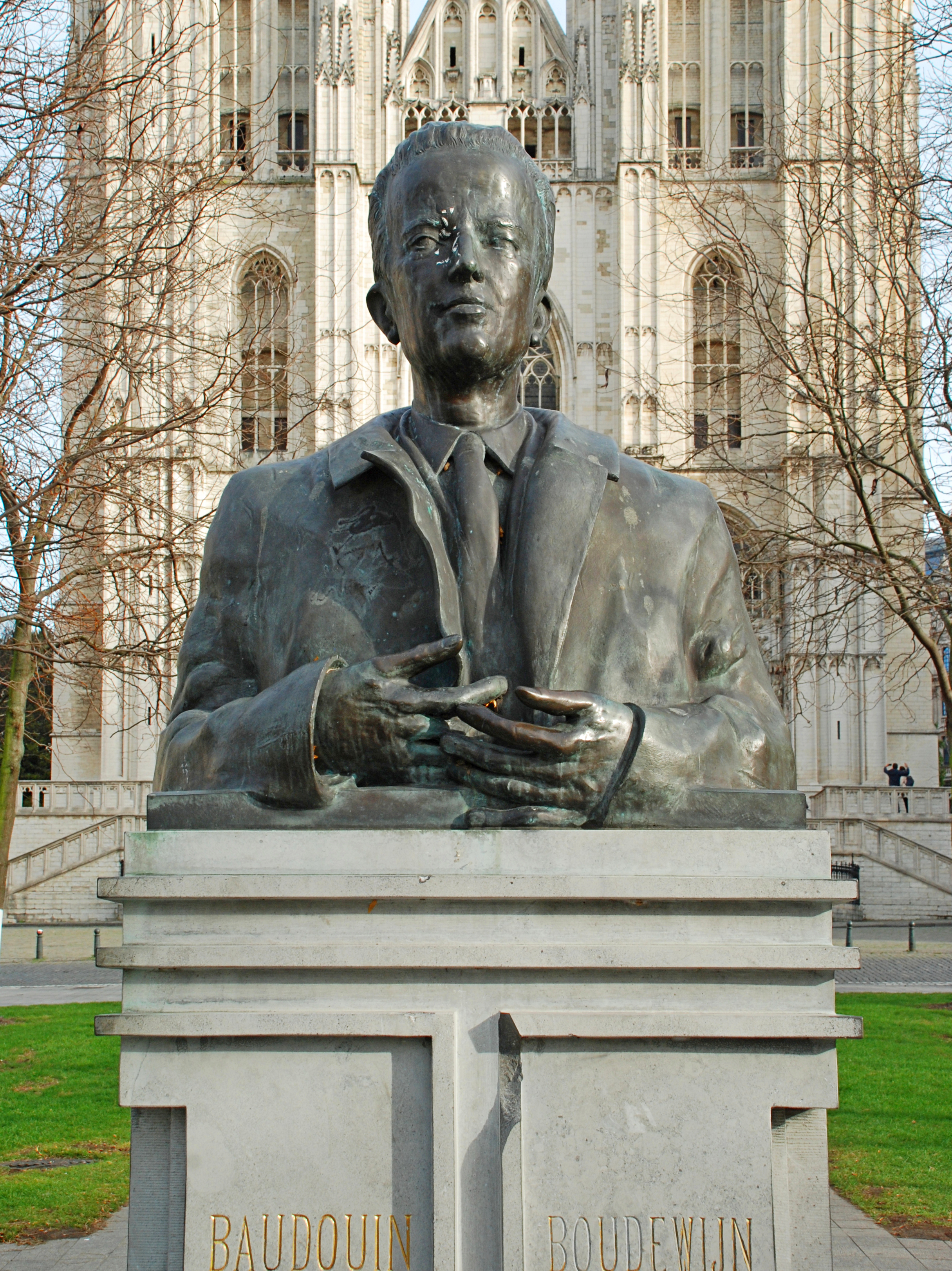
Buste du roi Baudouin devant la cathédrale Saints-Michel-et-Gudule.

Les funérailles se déroulent le 7 août 1993 en la cathédrale des Saints-Michel-et-Gudule de Bruxelles lors d’une célébration de gloire et d'espérance demandée par son épouse, qui y assiste habillée de blanc, couleur de la résurrection et couleur de deuil des reines catholiques. La cérémonie est transmise en direct sur un écran géant installé sur la Grand-Place de Bruxelles et par de nombreuses télévisions du monde. Elle rassemble un grand nombre de chefs d'État du monde entier, dont la reine Élisabeth II du Royaume-Uni et l'empereur Akihito du Japon (qui n'assistent d'ordinaire jamais à des funérailles de chefs d'État étrangers), ainsi que le président français François Mitterrand.
Un second office est célébré pour la famille en l’église Notre-Dame de Laeken avant que le corps ne soit descendu dans la crypte royale pour reposer près des précédents rois et reines belges.
Le deuil national prend fin le 9 août 1993, après la prestation de serment constitutionnel par Albert II. Pendant quelques semaines, les Belges se sont trouvés réunis par la disparition d'un homme « représentant symbolique de la conscience et de l'identité collectives de la Belgique. » En décembre 2005, il est élu au 2e rang des plus Grands Belges de tous les temps par le public de la RTBF.

## Un long règne

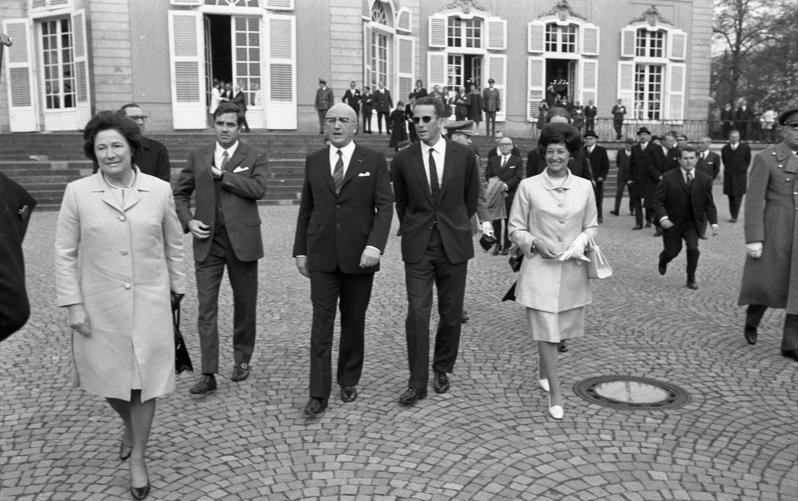
Le roi Baudouin (à droite) avec Heinz Kühn en visite à Düsseldorf au château de Benrath (1971) – photo : Archives fédérales allemandes.

La Belgique est une monarchie parlementaire. La Constitution donne au roi le pouvoir de refuser de valider une loi. Le roi ne peut exprimer publiquement d'opinion qu'avec l'accord du gouvernement. Il nomme et révoque les ministres ; même s'il lui faut l'approbation d'au moins un ministre et un vote de confiance du parlement, cela lui permet de jouer un rôle majeur après chaque élection et lors des crises ministérielles. Le roi Baudouin a eu une influence certaine sur les gouvernements qui se sont succédé pendant ses quarante-deux années de règne. 
Le roi Baudouin acquiert une expérience supérieure à celle de bien des ministres des gouvernements de compromis qui se succèdent pendant son long règne et dont beaucoup ne resteront ministres que quelques années alors que Baudouin aura régné pendant 42 ans. Ce règne constitue, pour l'État belge, une pierre angulaire qui permet au roi d’avoir de l’ascendant sur ses ministres, voire de « leur savonner royalement les oreilles ».
Il défend constitutionnellement l'unité de la Belgique, mais ne peut empêcher des querelles entre quatre régions linguistiques et entre trois communautés. Sous son règne, de réforme en réforme de l'État, la Belgique devient un État fédéral.
Sur le plan international, le règne est marqué par la création de la CECA en 1951 et de la Communauté économique européenne en 1957, de l'Exposition universelle de Bruxelles en 1958 et par l'indépendance du Congo belge et du Ruanda-Urundi. Au-delà des apparences de réserve qu'exige son statut, le roi Baudouin est très soucieux d'entente entre les hommes et les peuples. Ses nombreuses visites officielles à l'étranger, ainsi que les nombreux visiteurs officiels qu'il reçoit durant son règne sont l'occasion pour lui de révéler une hauteur de vue et un talent politique que beaucoup de ses interlocuteurs découvrent avec étonnement et dont ils témoigneront à l'annonce de sa mort[réf. nécessaire].

### Le Congo belge

Timbre du Congo belge de 1958 commémorant le cinquantenaire de l'annexion du Congo par la Belgique. En uniforme militaire, outre Léopold I^{er}, les quatre rois belges ayant régné sur le Congo : Léopold II, Albert I^{er}, Léopold III et Baudouin.

En 1955, accueilli chaleureusement par les populations locales, Baudouin effectue une tournée triomphale au Congo belge, visitant toutes les régions d'une colonie qui est alors à son apogée[réf. nécessaire] mais où se manifestent des velléités d'autonomie. En 1959, quatre ans après ce voyage qui n’apporte pas de changement fondamental dans la politique belgo-congolaise, il doit annoncer l'intention du Gouvernement d'accorder l'indépendance au Congo.

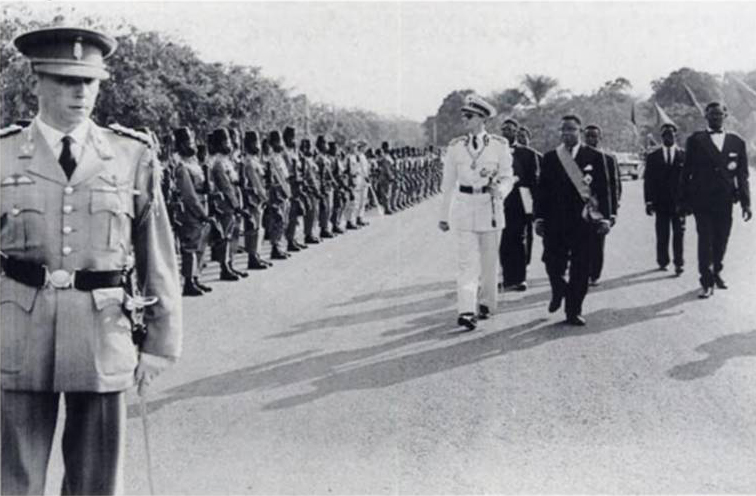
: le roi Baudouin passe en revue les troupes congolaises après son arrivée à Léopoldville pour les cérémonies d'indépendance.

Le 30 juin 1960, le monarque assiste à la transmission des pouvoirs à Léopoldville et prononce un discours ressenti sur le plan international comme ignorant les atrocités commises durant la période de la gestion belge et glorifiant l'œuvre coloniale belge. Le Premier ministre Patrice Lumumba réplique par un discours, très critique vis-à-vis de la colonisation, qui sera qualifié d'insultant ou venimeux en Belgique et à l'étranger.
Des violences surviennent au Congo, immédiatement après la proclamation de l'indépendance, ainsi qu'une grande incertitude politique et de nombreux troubles. Dans un échange de lettre entre le chef du cabinet du roi et le major Guy Weber, alors chef de l'armée sécessionniste katangaise, Weber annonce que Mobutu et Tshombé neutraliseraient complètement Lumumba, « si possible physiquement ». D'après Ludo De Witte, recevant la lettre le 26 octobre, le roi rédige un projet de réponse à Tshombé avec la mention « Monsieur le Président », renforçant sa légitimité. Il se dit « très sensible (…) aux sentiments d'attachement que vous continuez à éprouver pour la Belgique et sa dynastie ». Le brouillon de la lettre comporte, faisant référence à Lumumba, la mention de la « politique haineuse d'un seul homme ». La lettre envoyée se conclut par l'accord de « plausible deniability » du Roi : « C'est ce qui me permet de vous dire ici combien j'apprécie les efforts que vous poursuivez inlassablement en vue d'une politique d'entente entre les divers leaders de l'ancien Congo, telle que vous l'avez définie à plusieurs reprises. » Ludo De Witte pense également que Baudouin, ayant conservé l'entourage de son père Léopold III, aurait été fortement influencé par celui-ci, composé de personnalités très déterminées et réactionnaires.
Le premier ministre Patrice Lumumba est assassiné, probablement avec l'aide de services secrets belges et américains. Certains ont vu, dans l’attitude du roi Baudouin dans cette affaire d’assassinat politique, une non-assistance à personne en danger, peu compatible avec le respect de la vie qu’il manifeste comme croyant catholique et qui va l’amener trente ans plus tard à provoquer une crise politique en Belgique lorsqu’il refuse de signer la loi sur l’avortement adoptée par le parlement.

### L'impossibilité de régner
Baudouin, connu pour être un catholique profondément croyant, s'oppose au dépôt, en 1971, d'une proposition de loi de dépénalisation de l’avortement, qui échouera. La proposition de loi Lallemand-Michielsen, qui se base notamment sur le livre Abortus pro/contra de l’expert en science éthique Hugo Van den Enden, rencontre ensuite une forte opposition et des pressions de diverses personnalités politiques, comme en a témoigné Roger Lallemand, ainsi que du roi.

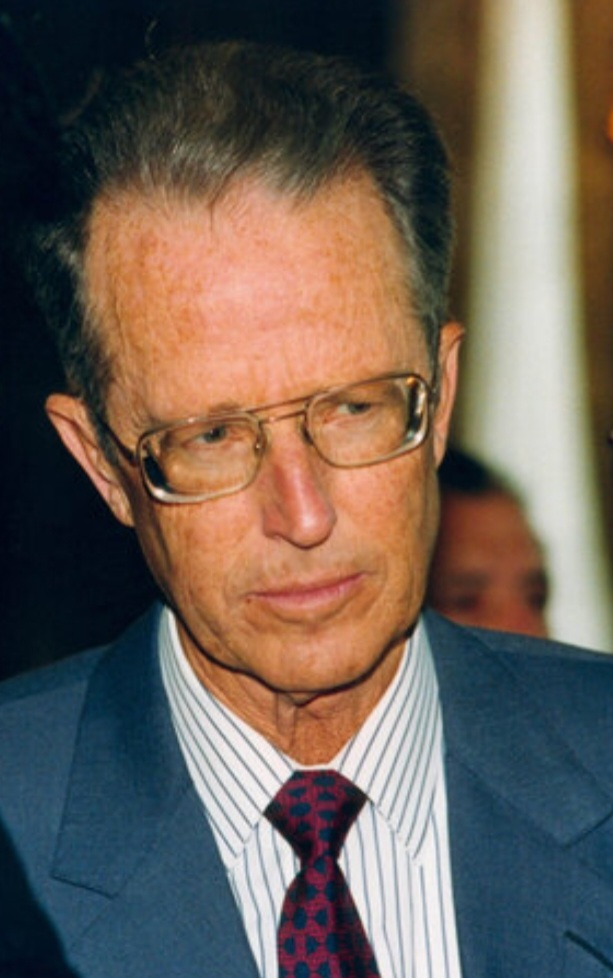
Le roi Baudouin dans les années 1990.

En 1990, celui-ci refuse, selon sa conscience, de sanctionner cette loi qui propose la dépénalisation conditionnelle de l'avortement. Le 30 mars, Baudouin écrit au Premier ministre Wilfried Martens : « Ces derniers mois, j’ai pu dire à de nombreux responsables politiques ma grande préoccupation concernant le projet de loi relatif à l’interruption de grossesse. […] Ce projet de loi soulève en moi un grave problème de conscience. […] Vous comprendrez donc pourquoi je ne veux pas être associé à cette loi. En signant ce projet de loi et en marquant en ma qualité de troisième branche du pouvoir législatif, mon accord avec ce projet, j’estime que j’assumerais inévitablement une certaine coresponsabilité. Cela, je ne puis le faire pour les motifs exprimés ci-dessus,. » Le Souverain invite dès lors « le gouvernement et le Parlement à trouver une solution juridique qui concilie le droit du Roi de ne pas être forcé d’agir contre sa conscience et la nécessité du bon fonctionnement de la démocratie parlementaire ».
Sur la base de l'article 93 de la Constitution, une parade juridique est trouvée : le Conseil des ministres constate que le roi est « dans l'impossibilité de régner » ce qui permet aux ministres réunis en conseil de sanctionner la loi le 3 avril 1990. Le 5 avril suivant, le roi est rétabli dans ses fonctions après un vote des Chambres réunies constatant que l'impossibilité de régner a pris fin. Certains Belges, dont Guy Verhofstadt considèrent cette astuce comme inconstitutionnelle puisque la Constitution n'envisage que les cas de maladie du roi, que la Constitution ne donne les pouvoirs du Roi aux ministres qu'en cas de décès de celui-ci, qu’en cas d'impossibilité de régner, c'est aux Chambres réunies de pourvoir à la tutelle et la régence.

### La dimension morale
Au cours de son règne, le roi Baudouin a dénoncé dans ses discours le racisme et la xénophobie, et n'a jamais reçu en audience aucun représentant de l'extrême-droite (Front national et Vlaams Blok). À la fin de sa vie, il s'était investi dans la lutte contre la traite des êtres humains et une prostituée lui a rendu un vibrant hommage lors de ses funérailles. N'oubliant pas le Congo, le souverain lance en 1991, un appel au calme face aux troubles ethniques (les incidents de Lubumbashi) qui secouent l'ancienne colonie.[réf. souhaitée]
Ses allocutions à la Nation, annuelles puis deux fois par an, retransmises à la radio et à la télévision sont empreintes d'un certain paternalisme[non neutre] et expriment une « éthique quelque peu datée, légèrement apocalyptique », basée sur les valeurs familiales traditionnelles et une morale conservatrice[non neutre], opposée à l’individualisme, au matérialisme et à l’appât du gain. Cela le conduit à affirmer la nécessité de lutter contre la crise, le chômage, la décadence, le racisme, la pauvreté, l’exploitation sexuelle. « Pour le personnaliste qu’il était, tous ces excès étaient la conséquence de lacunes individuelles et de décadence morale, et bien moins des rapports de force politiques ou des structures économiques. »
Sa constance dans l’expression de ses valeurs est appréciée de bien des gens — comme la simplicité de sa vie au quotidien, semblable à celle de la petite bourgeoisie, telle qu’elle transparait dans les photos de presse. « Scrutant l’album de photos du Roi Baudouin on s’aperçoit qu’au fil du temps, il s’est construit simultanément un visage et un personnage. Son principal transmetteur de signe était son visage. »
Baudouin a réussi, au fil des ans, à faire reconnaître des « valeurs éthiques d’humanisme et de professionnalisme ». Son décès inattendu a choqué une grande partie de la population, suscitant « des réactions de type émotionnel beaucoup plus vives et intenses qu’on aurait pu le prévoir », tant en Belgique qu’à l’étranger. Les hommages qui lui ont été rendus ont été adressés « à la réputation qui lui était faite » et le rituel funéraire a reçu une « importance inaccoutumée », cristallisant les sentiments de don du roi et de contre-don des Belges et rappelant la mort d’un héros antique. « L’idée qui émerge ici, c’est l’exceptionnelle réussite dans la mort d’un roi contemporain. Sa mort ne fut pas ressentie comme une fatalité inhérente au corps, elle a suscité au sein de la population une transcendance ou plutôt une sublimation. »
On relève cependant un soutien du roi, voire des liens d'amitié, pour des personnalités dont l'action politique ou morale a été décriée. Ainsi a-t-il été proche du président du Zaïre Mobutu Sese Seko (il fut le parrain d'une de ses filles et a passé des vacances chez lui) et l'a-t-il soutenu, bien que les méthodes du régime, qui incluaient la corruption, le non-respect des droits de l'homme et le détournement d'argent public, fussent connues, jusqu'en 1988 lorsque Mobutu compara Léopold II de Belgique à Hitler, établissant ainsi une « étrange liaison entre un dictateur sans foi ni loi et un roi très chrétien ». Il était proche aussi de Juvénal Habyarimana qui participa à des groupes de prières du Renouveau charismatique organisés au palais de Bruxelles et le soutint notamment en 1990, en demandant par écrit au gouvernement belge l’envoi de soldats belges pour aider Habyarimana menacé par le Front patriotique rwandais. Il manifesta de la complaisance pour le régime de Francisco Franco, aux funérailles duquel il fut empêché d’assister par l’intervention du gouvernement belge. Il accueillit officiellement Jean-Paul II en Belgique en des termes qui s’adressaient plus au chef de la religion catholique qu'à celui de l’État du Saint-Siège, suscitant la critique du milieu laïque belge.

### Fondation Roi Baudouin
En 1976, lors des célébrations des 25 ans de son règne, le roi Baudouin exprime le souhait de voir une fondation contribuant à l'amélioration des conditions de vie de la population : la fondation Roi Baudouin est donc créée à l'aide des fonds récoltés à cette occasion. Fondation d'utilité publique indépendante et pluraliste, elle a pour objet d'améliorer les conditions de vie de la population sur les plans économique, social, culturel et scientifique. Elle soutient l'engagement de tous les acteurs de la société afin de générer des changements durables qui contribuent à davantage de justice, de démocratie et de développement. Elle combine la réflexion de fond, la mise sur pied d'initiatives propres et l'aide financière en faveur de projets de tiers. Elle agit tant à court qu'à long terme.
Tous les deux ans, la fondation Roi Baudouin remet le prix international Roi Baudouin pour le développement (d'une valeur de 150 000 euros) afin d'appuyer et faire connaître des projets ayant apporté une contribution majeure au développement des pays du Sud ou à la solidarité entre pays industrialisés et ceux en développement. Anciens lauréats : Dr Walter Plawright (développement d'un vaccin contre la peste bovine), Paulo Freire (alphabétisation au Brésil), la Grameen Bank du Bangladesh (micro-crédit), Aids Support Organisation (lutte contre le Sida en Ouganda), Mouvement des Paysans Sans Terre au Brésil, la Commission des droits de l'homme au Pakistan, etc.
La fondation Roi Baudouin gère de nombreux fonds d'entreprise et fonds nominatifs, comme le fonds Reine Fabiola pour la santé mentale, le fonds Prince Albert, le fonds Prince Philippe et le fonds Princesse Mathilde.

### Fondation Astrida
La Fondation Astrida est une fondation ayant le statut juridique belge de « fondation publique » créée par le testament du 15 mars 1992 du roi Baudouin, avant qu'il bénéficie de chirurgie cardiaque un an avant son décès et dont l'objet est de « soutenir financièrement ses neveux et nièces (et leurs conjoints) descendants du Roi Albert II et de sa sœur Joséphine Charlotte et les neveux et nièces de la reine Fabiola, de génération en génération, dans les domaines religieux, artistiques, scientifiques et pédagogiques ».
L’article modifié stipule encore que la fondation pourra aussi aider les neveux et nièces dans leur « établissement dans la vie » sans toutefois soutenir des activités lucratives, quelles qu’elles soient. Cette fondation pourra leur venir en aide en cas de maladie, d’infirmité ou toute autre situation à caractère philanthropique.
Par ailleurs, l'objet de la fondation, tel que modifié en 2006, dit que « le Conseil d'Administration veillera dans la mesure de son budget annuel à accorder une aide similaire à toute personne physique ou morale et en particulier (…) à celles qui appartiennent au tiers ou au quart monde ». La fondation est, notamment, devenue propriétaire du domaine royal d’Opgrimbie.
En 2013, la reine Fabiola transfère un montant de 2,5 millions d'euros à la fondation Astrida.

## Dans les arts et la culture populaire

### Télévision
Dans la série télévisée Albert II (2013), réalisée par Frank Van Mechelen, le rôle du roi Baudouin est interprété par l'acteur belge Kris Cuppens.

### Documentaire
- 2003 : Baudouin, les larmes des Belges réalisé par Philippe Delporte.
- 2013 : Baudouin - Entre le cœur et la raison en 4 épisodes réalisé par Hendrik Luyten, Jan Antonissen et Peter Boeckx.

## Décorations et distinctions

### Titulature
- 7 septembre 1930 - 10 février 1934 : Son Altesse Royale le prince Baudouin de Belgique, comte de Hainaut (Baudouin VII de Hainaut), prince de Belgique (naissance)
- 10 février 1934 - 10 août 1950 : Son Altesse Royale le duc de Brabant (Baudouin Ier de Brabant), prince de Belgique
- 10 août 1950 - 17 juillet 1951 : Son Altesse Royale le prince royal, duc de Brabant, prince de Belgique
- 17 juillet 1951 - 31 juillet 1993 : Sa Majesté le roi des Belges

### Honneurs

#### Honneurs nationaux
- Belgique :
  -  Grand maître de l'ordre de Léopold 17 juillet 1951[43].
  -  Grand maître de l'ordre de la Couronne (1951)[44].
- Protecteur de l'Académie royale des beaux-arts de Bruxelles.
- Protecteur de l'Académie Flamande des Beaux-Arts et Sciences de Belgique[45].
- Protecteur de l'Académie royale de médecine de Belgique[46].
- Protecteur de l'Académie royale d'archéologie de Belgique[47].
- Haut-protecteur de Touring-Secours[48].
- Patron de la Société royale de numismatique de Belgique[46].
- Patron de la Société royale belge d'astronomie, de métereologie et de physique du globe[46].
- Patron de l'Académie royale des sciences d'outre-mer[49].
- Patron de la Société royale des amis du Musée royal de l'armée et d'histoire militaire[50].
- Patron de la fondation Paul-Henri Spaak[46].
- Patron de l'Association belge de photographie et de cinématographie[50].
- Patron de l'Association de l'ordre de Léopold[50].
- Patron de la Maison de l'Amérique latine[50].
- Patron du Cercle royal Mars et Mercure[51].
- Patron de la Croix-Rouge de Belgique[52].
- Patron de l'Œuvre nationale de l'enfance[50].
- Patron de l'Œuvre nationale belge de défense contre la tuberculose[53].
- Patron de la Ligue maritime belge[48].
- Patron du Royal Automobile Club de Belgique[48].
- Patron de la Foire internationale de Bruxelles[48].
- Patron de la Société royale de philanthropie de Bruxelles[48].
- Patron de l'Association pour secourir les pauvres honteux[54].
- Patron de l'Œuvre royale de l'adoption[48].
- Président d'honneur du Musée de la dynastie[50].
- Président d'honneur de la Fédération royale des associations belges des ingénieurs civils[55].
- Président d'honneur de la Société royale d'économie politique de Belgique[46].
- Président d'honneur de la Société géologique de Belgique[56].

#### Honneurs étrangers
Les dates sont données par[Quoi ?]

##### Europe

Ordre du Christ

Armoiries espagnoles

- Grand-croix, classe spéciale de l'ordre du Mérite de la République fédérale d'Allemagne (27 avril 1971)[57].
- Chevalier grand-croix de l'ordre du Mérite, avec Étoile (Autriche, 17 juillet 1958)[58].
- 1re classe de l'ordre bavarois du Mérite (28 avril 1971).[59].
- Chevalier de l'ordre de l'Éléphant (Danemark, 8 février 1966)[57].
- Espagne :
  -  Chevalier de l'ordre de la Toison d'or (Espagne, 6 décembre 1960)[60].
  -  Chevalier grand-croix de l'ordre de Charles III (16 novembre 1977)[57].
  -  Grand-croix avec grand collier de l'ordre d'Isabelle la Catholique (6 décembre 1960)[57].
- Chevalier grand-croix de l'ordre de la Rose blanche avec collier (8 décembre 1954) (Finlande)[43],[61].
- Grand-croix de la Légion d'honneur (France) (10 avril 1954)[58].
- Grand-croix de l'ordre du Sauveur (Grèce, 1951)[58].
- Grand-croix de l'ordre du Faucon (Islande, 16 octobre 1979)[57].
- Chevalier grand-croix de l'ordre suprême de la Très Sainte Annonciade (maison de Savoie, 1960)[44].
- Chevalier grand-croix de l'ordre du Mérite de la République italienne (Italie, 29 mars 1966)[57].
- Grand-croix de l'ordre des Trois Étoiles, avec collier (Lettonie)[58].
- Chevalier grand-croix de l'ordre du Lion d'or de la maison de Nassau (Luxembourg, 4 avril 1953)[58].
- Grand-croix de l'ordre de Saint-Charles (Monaco, 1951)[58].
- Grand-croix de l'ordre de Saint-Olaf avec collier (Norvège, 1953)[57],[44].
- Chevalier grand-croix de l'ordre du Lion néerlandais (Pays-Bas, 25 mai 1939)[58],[62].
- Grand-croix de l'ordre du Mérite de la république de Pologne (Pologne, 12 octobre 1977)[57].
- Chevalier grand-croix des trois ordres militaires réunis du Christ, de Saint-Benoît d'Aviz et de l'ordre de Sant'Iago de l'Épée de Portugal, 14 mars 1957[44].
- Grand-croix de l'ordre de l'Infant Dom Henri avec collier (Portugal, 25 août 1982)[59].
- Grand-croix de l'ordre de l'Étoile de Roumanie (24 octobre 1972)[57].
- Chevalier étranger de l'ordre de la Jarretière (Royaume-Uni, 14 mai 1963)[58].
- Chevalier (17 juillet 1951) et collier (11 mai 1964) de l'ordre des Séraphins (Suède)[58].
- Vatican :
  -  Chevalier de l'ordre du Christ (3 juin 1961)[57].
  - Grand-croix avec collier de l'ordre souverain militaire et hospitalier de Saint-Jean de Jérusalem, de Rhodes et de Malte (1960)[44].
  -  Grand-croix de l'ordre équestre de Saint-Marin, avec collier (31 mars 1958) [58].
  - Grand-croix de l'ordre équestre du Saint-Sépulcre de Jérusalem, avec collier (10 octobre 1951)[58].
- Grand-croix de l'ordre de l'Étoile de Yougoslavie (Yougoslavie, 6 octobre 1970)[57].

##### Afrique
- Grand-croix de l'ordre national de Haute-Volta (Burkina Faso, 12 octobre 1971)[57].
- Burundi : 
  - Grand-croix de l'ordre de Karyenda (Burundi, 15 mai 1965)[57].
  -  ordre national de la République (4 juillet 1970).
- Grand-croix de l'ordre de la Valeur (Cameroun, 13 février 1966)[57].
- Grand-croix de l'ordre du Mérite centrafricain (Centrafrique, 4 juillet 1965)[57].
- Comores : Chevalier grand-croix de l'ordre du Croissant vert (10 juin 1982)[57].
- Chevalier grand-croix de l'ordre national de la république de Côte-d'Ivoire (Côte d'Ivoire, 7 juillet 1965)[57].
- Éthiopie : Grand-croix de l'ordre du Sceau de Salomon, avec collier (17 juillet 1959)[43].
- Chevalier grand-croix de l'ordre de l'Étoile équatoriale (Gabon, 28 octobre 1981)[57].
- Liberia : Chevalier grand-croix avec collier de l'ordre des Pionniers du Liberia (28 juillet 1958)[58].
- Grand-croix de l'ordre du Ouissam alaouite (Maroc, 2 octobre 1968)[57].
- Grand commandeur de l'ordre du Niger (Niger, 26 octobre 1966)[57].
- Grand cordon de l'ordre national du Léopard (République démocratique du Congo, 3 novembre 1969)[57].
- Rwanda : Grand-croix de l'ordre national du Rwanda (1er février 1966)[57].
- Grand-croix de l'ordre national du Lion du Sénégal (Sénégal, 20 octobre 1970)[57].
- Soudan : médaille d'honneur du Soudan (9 octobre 1978)[57].
- Grand-croix de l'ordre de l'Indépendance (Tunisie, 11 juillet 1966)[57].

##### Asie
- Grand-croix de l'ordre royal du Cambodge (Cambodge, 30 mai 1952)[43].
- Chevalier du grand ordre de Mugunghwa (Corée du Sud, 16 avril 1986)[59].
- Indonésie : Grand-croix de l'ordre de Adipurna (Indonésie, novembre 1972)[57].
- Grand-croix de l'ordre des Pahlavi (Iran, 11 mai 1960)[57].
- Grand collier de l'ordre du Chrysanthème (Japon, 20 janvier 1964)[58].
- Thaïlande : 
  -  chevalier grand-croix de l'ordre de la Dynastie Chakri (4 octobre 1960)[57].
  -  chevalier grand-croix de l'ordre de Rajamitrabhorn (3 février 1964)[57].

##### Moyen-Orient
- Grand-croix de l'ordre du roi Abdelaziz (Arabie saoudite, 4 novembre 1975)[57].
- Grand-croix de l'ordre du Mérite libanais, avec collier (Liban, 1955)[58].

##### Amérique
- Grand-croix de l'ordre du Libérateur San Martín (Argentine, 24 juin 1960)[57].
- Grand-croix de l'ordre de la Croix du Sud (Brésil, novembre 1964)[59].
- Grand-croix de l'ordre du Mérite du Chili (14 juillet 1961)[57].
- Grand-croix avec collier de l'ordre de Boyacá (Colombie, 22 mars 1955)[58].
- Grand-croix de l'ordre de l'Aigle aztèque, avec collier (Mexique, 3 juillet 1952)[43].
- Grand-croix de l'ordre de Rubén Darío, avec collier (Nicaragua, 1958)[58].
- Grand collier de l'ordre du Soleil (Pérou, 30 avril 1952)[58].
- Grand cordon de l'ordre de Simon Bolivar, avec collier (Venezuela, 6 mars 1952)[58].

#### Honneurs militaires
- Maréchal honoraire de la Royal Air Force (Royaume-Uni)[43].

#### Grades honorifiques et scientifiques
- Docteur honoris causa de l'université catholique de Louvain en 1951[43],[63].
- Docteur honoris causa de l'université libre de Bruxelles[43].
- Docteur honoris causa de l'université de l'État à Gand[43].
- Docteur honoris causa de l'université Thammassat[43].
- Docteur honoris causa de l'université d'Anvers (1990)[64]

### Éponymie
L'astéroïde (1491) Balduinus est nommé en son honneur.

### Projet de béatification
Le 29 septembre 2024, le pape François annonce l'ouverture de son procès en béatification,. La veille, devant la tombe de Baudouin, François a salué « le courage » de celui qui a « choisi de quitter son poste pour ne pas signer une loi meurtrière » qui visait à dépénaliser l’avortement.
Ce projet de béatification divise la communauté catholique de Belgique, et notamment celle d'origine congolaise, héritière de l'histoire coloniale belge. Pour Liévin Makanga, coordonnateur de l’Organisation catholique congolaise à Paris : « Le roi Baudouin a été impliqué dans beaucoup de mauvaises choses pendant la colonisation et il n’a jamais demandé pardon ». Quant au cardinal Fridolin Ambongo, archevêque de Kinshasa, il estime que « du point de vue de l’Église, il a agi courageusement en s’opposant à cette loi sur l’avortement, mais la vie d’un homme ne se résume pas à une décision. La vie d’un souverain comprend de multiples facettes ».

### Ouvrages
- Stéphane de Lobkowicz, Baudouin : Biographie, Braine-l'Alleud, J.-M. Collet, 1994, 400 p. (ISBN 978-2-87367-026-9). .
- Michel Lupant, Cédric Pauwels et Jean-Marie Van den Eeckhout, Armorial de la famille royale de Belgique, Weyrich, 2000, 451 p., p. 444-448.
- Cardinal Suenens, Le Roi Baudouin - Une vie qui nous parle, Ertvelde, F.I.A.T., 1995.
- Robert Serrou, Baudouin le Roi, Paris, Éditions Perrin, 2000.
- Patrick Roegiers, La spectaculaire histoire des rois des Belges, Paris, Éditions Perrin, 2007.
- José-Maria Salaverri, Roi selon le cœur de Dieu, Baudoin Ier, Editions Tequi, 2007.
- Thierry Debels, Baudouin : Biographie, Éditions Jourdan, 2011.

### Articles
- Éric Tripnaux, « Les ordres décernés au roi Baudouin. Une mise en perspective », Museum Dynasticum, vol. XXXIII, no 2,‎ 2021, p. 3-23 (ISSN 0777-0936, lire en ligne, consulté le 29 novembre 2023).